# Carbonara di Nola
Carbonara di Nola là một đô thị ở tỉnh Napoli ở vùng Campania, cách khoảng 30 km về phía đông của Napoli. Tại thời điểm ngày 31 tháng 12 năm 2004, đô thị này có dân số 2.109 người và diện tích là 3,5 km².
Carbonara di Nola giáp các đô thị: Domicella, Lauro, Liveri, Palma Campania.